# Przekształcenia własnościowe w Polsce po 1989 roku
Przekształcenia własnościowe w Polsce po 1989 roku
Zasadniczym rysem przemian ustrojowych w Polsce stała się prywatyzacja majątku państwowego. Jej ramy prawne, stworzyło kilka aktów normatywnych. Początkowo ustawy o prywatyzacji przedsiębiorstw państwowych i o gospodarowaniu nieruchomościami rolnymi Skarbu Państwa, a następnie ustawy o narodowych funduszach inwestycyjnych i ich prywatyzacji oraz o komercjalizacji i prywatyzacji przedsiębiorstw państwowych. Wykorzystano także ustawę z 1981 r. o przedsiębiorstwach państwowych, umożliwiającą ich likwidację.
Wymienione akty prawne stanowiły podstawę do przyjęcia kilku ścieżek prywatyzacji. Prywatyzację kapitałową (pośrednią) poprzedzało przekształcenie największych przedsiębiorstw państwowych w jednoosobowe spółki Skarbu Państwa, czyli ich komercjalizacja. Następnie akcje lub udziały samodzielnych spółek były przejmowane przez inwestorów, głównie strategicznych. Jednoosobowe spółki Skarbu Państwa włączone zostały także do procesu masowej prywatyzacji. Przedsiębiorstwa małe i średnie korzystały ze ścieżki likwidacyjnej (prywatyzacja bezpośrednia). W jej ramach sprzedawano, wnoszono do spółek lub oddawano w odpłatne użytkowanie majątek państwowy. Grunty rolne państwowych gospodarstw rolnych, przed prywatyzacją, włączono do Zasobu Własności Rolnej Skarbu Państwa.
Obok prywatyzacji sterowanej odgórnie zaczęła dynamicznie rozwijać się oddolna prywatyzacja założycielska z udziałem kapitału krajowego i zagranicznego.
We wrześniu 1989 r. powstało – w ramach Ministerstwa Finansów – Biuro Pełnomocnika Rządu do spraw Przekształceń Własnościowych. Przygotowywało ono program prywatyzacji, a do jego pierwszych zadań należało zablokowanie narastającego od początku 1989 r. procesu tworzenia spółek „nomenklaturowych”. Spółki powstawały w wyniku bezprawnego przejmowania majątku państwowego przez osoby związane z zarządami przedsiębiorstw państwowych lub dawnymi władzami, uwłaszczając wybraną grupę kosztem całego społeczeństwa. Następnie, na podstawie ustawy z lipca 1990 r., prywatyzacją kierowało Ministerstwo Przekształceń Własnościowych. Wspomagały je różne instytucje, w tym powołana w 1992 r. Agencja Własności Rolnej Skarbu Państwa, której głównym celem było zagospodarowanie gruntów z likwidowanych państwowych gospodarstw rolnych. Od 1996 r. problematyka przekształceń własnościowych skoncentrowana została w Ministerstwie Skarbu Państwa.
Ważnym wydarzeniem dla procesu przekształceń własnościowych było uruchomienie w kwietniu 1991 r. Giełdy Papierów Wartościowych w Warszawie. Pierwszymi spółkami, których akcje notowano na giełdzie, były przedsiębiorstwa przemysłowe i budowlane: Tonsil, Próchnik, Krosno, Exbud, Kable, a następnie Swarzędz, Wólczanka, Żywiec i Wedel. W 2004 r. notowano akcje 230 spółek, a także obligacje Skarbu Pastwa i inne papiery wartościowe. Giełda przyspieszyła proces przekształceń własnościowych na drodze kapitałowej.
Tempo prywatyzacji było funkcją woli politycznej władz i przygotowań organizacyjnych, a przede wszystkim zainteresowania kapitału. Zaangażowanie poszczególnych rządów w przekształcenia własnościowe było zmienne. Generalnie, większy postęp notowano w okresie sprawowania władzy przez ekipy postsolidarnościowe niż postkomunistyczne. Należy jednak podkreślić, że podstawową przeszkodą dla szybkiej prywatyzacji był niedostatek kapitału krajowego. Istniejącą lukę z czasem wypełnił kapitał zagraniczny, który dokonywał zakupu prywatyzowanych przedsiębiorstw, tworzył joint ventures i nabywał akcje na giełdzie.
Największe zainteresowanie kapitału zagranicznego prywatyzacją polskich przedsiębiorstw wystąpiło w latach 1999–2001. Od 2002 r. nastąpił wyraźny spadek środków zagranicznych kierowanych na ten cel. W szczytowym momencie udział kapitału zagranicznego w przychodach z prywatyzacji sięgnął 82%, aby obniżyć się w 2004 r. do 9%. Ogólną wartość kapitału zagranicznego zaangażowanego w prywatyzację polskiej gospodarki szacowano na 12,6 mld doi., czyli 52% ogólnych wpływów z prywatyzacji. Dominującą rolę w prywatyzacji polskich przedsiębiorstw odegrały przedsiębiorstwa z Niemiec (24% udział), USA (16%), Francji (13%) i Holandii (10%).
W latach 1990–2004 proces przekształceń własnościowych objął 7165 przedsiębiorstw państwowych. W wyniku komercjalizacji powstało 1555 spółek, głównie jednoosobowych spółek Skarbu Państwa lub spółek włączonych do programu Narodowych Funduszy Inwestycyjnych (NFI).
Proces komercjalizacji był bardzo dynamiczny na początku transformacji. Dostrzegano w nim szansę lepszego dostosowania przedsiębiorstw do gospodarki rynkowej i perspektywę prywatyzacji. Forma spółki sprzyjać także miała negocjacjom z inwestorami strategicznymi. Z czasem okazało się, że okres komercjalizacji zamiast zakładanych 2 lat przedłużał się nawet do 7 lat, opóźniając prywatyzację.
Sprywatyzowane na drodze kapitałowej do 2004 r. 352 jednoosobowe spółki Skarbu Państwa trafiły w 60% w ręce kapitału krajowego, w 35% – zagranicznego i 7% – mieszanego. Inwestorzy zobowiązali się do dokonania w ciągu 3 do 6 lat inwestycji modernizacyjnych w nabytych przedsiębiorstwach. W latach 1991–2004 zobowiązania, głównie inwestorów zagranicznych, osiągnęły wartość bliską 60 mld zł. Prywatyzacja kapitałowa przede wszystkim objęła przedsiębiorstwa przetwórstwa przemysłowego i budownictwa. Jednak do największych transakcji należała sprzedaż Telekomunikacji Polskiej SA.
Prywatyzacja kapitałowa najszybciej zachodziła w województwach: mazowieckim, śląskim i wielkopolskim. Najwolniej na terenach peryferyjnych, w województwach warmińsko-mazurskim, podlaskim i lubuskim, wskazując na silne zróżnicowanie regionalne procesu transformacji systemowej w Polsce.
Wpływy do Ministerstwa Skarbu Państwa z tytułu prywatyzacji kapitałowej, które w latach 1991–1998 wyniosły 20 mld zł, w 1999 r. dostarczyły 13 mld zł dochodów budżetowych, a w 2000 r. – blisko 27 mld zł. W dwóch następnych latach ich poziom wyraźnie obniżył się kolejno do 6,5 mld zł i 2,6 mld zł, aby w 2004 r. wzrosnąć do 10 mld zł. Łącznie w latach 1991–2004 przychody z prywatyzacji pośredniej wyniosły 82,6 mld zł.
Program powszechnej prywatyzacji, oparty na idei demokracji właścicielskiej, zainaugurowała w listopadzie 1995 r. sprzedaż dorosłej ludności Polski świadectw udziałowych w cenie 20 zł. Świadectwa odebrało 25,7 mln osób, czyli 95% uprawnionych. Szacowano, że 60–70% świadectw zostało szybko odkupionych przez krajowe i zagraniczne zorganizowane grupy kapitałowe, uniemożliwiając urzeczywistnienie demokracji właścicielskiej. W latach 1997–1998 świadectwa wymieniono na jednostki uczestnictwa w 15 NFI. W rękach NFI znalazło się 60% akcji, pozostałe 10% otrzymali pracownicy prywatyzowanych przedsiębiorstw, a 30% zatrzymał Skarb Państwa. Świadectwa dawały prawo do 15 jednostek uczestnictwa w NFI o łącznej wartości około 100 zł. Do 2004 r. blisko połowa spółek uczestniczących w programie NFI została sprywatyzowana.
W prywatyzacji bezpośredniej uczestniczyły głównie przedsiębiorstwa mniejsze (najczęściej do 249 zatrudnionych), znajdujące się w dobrej sytuacji finansowej. Zmiana formy własności odbywała się poprzez oddanie do odpłatnego korzystania, wniesienie przedsiębiorstwa do spółki i sprzedaż. Do 2004 r. w ramach tej ścieżki sprywatyzowano 2015 przedsiębiorstw.
Szczególną atrakcyjnością cieszyło się oddanie majątku w leasing spółkom pracowniczym, motywowane chęcią utrzymania miejsc pracy. Ich powstanie pozytywnie wpływało na stosunki pracownicze, a także wyniki ekonomiczne przedsiębiorstw.
Najsłabsze ekonomicznie przedsiębiorstwa pojawiły się na otwartych przetargach. Ścieżka szybkiej sprzedaży okazała się skutecznym ratunkiem dla 25% przedsiębiorstw. Nie znalazło nabywców wiele zakładów obciążonych majątkiem nieprodukcyjnym, co prowadziło do ich upadłości i trudnych problemów pracowniczych. W układzie terytorialnym prywatyzacja bezpośrednia najczęściej zachodziła w województwach mazowieckim, dolnośląskim i śląskim.
Oddzielną formą prywatyzacji była likwidacja przedsiębiorstw znajdujących się chronicznie w trudnej sytuacji ekonomicznej. Do 2004 r. rozpoczęto proces likwidacji 1853 przedsiębiorstw, który zakończono w przypadku zaledwie 53% podmiotów. Okres likwidacji trwał od kilku miesięcy do kilkunastu lat i świadczył o niskiej efektywności tej formy prywatyzacji. Przyczyną był zazwyczaj skomplikowany stan prawny likwidowanego przedsiębiorstwa powodujący trudności w zbywaniu majątku.
Szczególnie złożony był proces prywatyzacji państwowych gospodarstw rolnych. Ich grunty, łącznie 4,7 mln ha, włączono do Zasobu Własności Rolnej Skarbu Państwa. Do 2004 r. sprzedano 1,5 mln ha, czyli zaledwie 31% przejętych gruntów. Dodatkowo sprzedawano zazwyczaj małe działki, średnio 7,6 ha. Głównym powodem słabego postępu prywatyzacji była zła koniunktura w rolnictwie. Większość gruntów ZWRSP została wydzierżawiona, głównie w latach 1993–1995. W 2004 r. udział gruntów będących w dzierżawie do ogólnej powierzchni gruntów nadal pozostających w zasobie ZWRSP wynosił 79%.
Brak kapitału krajowego, wysokie ceny kredytu i najmu lokali sprawiły, że motorem przekształceń własnościowych stała się tzw. mała prywatyzacja. Polegała ona na kupowaniu drobnych zakładów państwowych lub spółdzielczych oraz uruchamianiu nowych, głównie handlowych. Tylko w latach 1990–1994 przybyło ponad 800 tys. przedsiębiorstw, często o niewielkim kapitale, ale bardzo aktywnych.
Na zwiększenie liczebności przedsiębiorstw prywatnych wpływ miała także zmiana klasyfikacji spółdzielni. W PRL stanowiły one część tzw. sektora uspołecznionego, zaś w Trzeciej Rzeczypospolitej zasiliły własność prywatną. Szybki przyrost małych przedsiębiorstw został zahamowany w połowie lat 90. na skutek nasycenia rynku oraz nasilających się bankructw, w wyniku wysokich obciążeń podatkowych, drogich kredytów i niedostatecznego popytu.
W drugiej połowie lat 90. liczba przedsiębiorstw należących do osób fizycznych utrzymywała się na poziomie przeszło 2 mln jednostek, a na początku wieku zbliżyła się do 2,8 mln. W 2004 r. wśród małych przedsiębiorstw dominowały firmy handlowe i warsztaty naprawcze (35%).
W prywatyzację założycielską włączył się kapitał zagraniczny, a dynamika kreowania nowych firm zdecydowanie wyprzedzała prywatyzację istniejących. W latach 2002–2004 udział inwestycji typu greenfield zwiększył się z 37% do 58%, podczas gdy udział nakładów kapitału zagranicznego na prywatyzację zmalał z 36% do 17% ogółu bezpośrednich inwestycji zagranicznych. Przedsiębiorstwa tworzone przez kapitał zagraniczny stosowały nowoczesne rozwiązania technologiczne i organizacyjne, rozwijały podaż atrakcyjnych towarów rynkowych i systematycznie zwiększały eksport.
Odbiegające od przewidywań wyniki odgórnej prywatyzacji sprawiły, że w 2004 r. działało jeszcze 1306 przedsiębiorstw państwowych, czyli 20% ich stanu z 1990 r. Większość przedsiębiorstw państwowych, szczególnie kopalnie węgla kamiennego, stocznie, zakłady zbrojeniowe i Polskie Koleje Państwowe, przeżywało poważne problemy finansowe i nękane było konfliktami pracowniczymi.
Ekspansja dużego i małego kapitału, w tym zagranicznego, wywoływała istotne zmiany w strukturze własnościowej gospodarki. Przede wszystkim zwiększył się odsetek zatrudnionych w sektorze prywatnym, w stosunku do ogólnego zatrudnienia, z 46% w 1989 r. do 71% w 2004 r. (zob. wykres 5). Postęp w dziedzinie prywatyzacji sprawił, że już w 1993 r. udział sektora prywatnego w wytwarzaniu PKB przekroczył 50%, gdy w 1990 r. był mniejszy od 1/3. W 2004 r. sektor prywatny partycypował w tworzeniu PKB w wysokości 75%. Wówczas już blisko 99% jednostek gospodarczych, głównie drobnych, reprezentowało własność prywatną. Największą rolę odgrywał sektor prywatny w handlu detalicznym (98% sprzedaży detalicznej), w budownictwie (97% produkcji sprzedanej) i w rolnictwie (około 96% użytków rolnych), mniejszą w przemyśle (81% produkcji sprzedanej) i w transporcie (70% przychodów ze sprzedaży).
Informacje o skali sektora prywatnego są niepełne wobec znacznego rozwoju tzw. szarej strefy. Przyjmowała ona formy działalności nierejestrowanej lub legalnej, ale niewykazującej rzeczywistego zatrudnienia i dochodów. Zaliczano do niej część budownictwa mieszkaniowego, remontów, napraw awaryjnych, sprzątanie, opiekę nad dziećmi czy wynajem mieszkań. Szacunki odnoszące się do połowy lat 90. dowodziły, że „szara strefa” powiększała PKB o ponad 17%. W następnych latach jej rozmiary uległy niewielkiemu zmniejszeniu. W 1996 r. w „szarej strefie” pracowało 1,4 mln osób, zaś w 2004 r. – 1,3 mln osób, w tym tysiące obcokrajowców, głównie zza wschodniej granicy. Ta forma aktywności zarobkowej powiększała PKB o 14%, ale jednocześnie zmniejszała wpływy budżetowe w granicach 20–30 mld zł.
W ocenie prywatyzacji zwraca się uwagę zarówno na jej skutki dla przedsiębiorstw, jak i dla całej gospodarki. O pozytywnym wpływie prywatyzacji świadczył fakt, że wskaźnik rentowności obrotu netto przedsiębiorstw prywatnych po 1994 r. stale utrzymywał się na poziomie dodatnim, podczas gdy w sektorze publicznym w latach 1998–2000 notowano straty. Wyniki sektora prywatnego pozwalały na utrzymywanie pozytywnych rezultatów w całym sektorze przedsiębiorstw. W aspekcie makroekonomicznym sektor prywatny istotnie zwiększył swój udział w eksporcie z 57% w 1995 r. do 88% w 2004 r., ale także w imporcie, odpowiednio z 70% do 92%. Świadczyło to o rosnącej konkurencyjności polskiej gospodarki, a także o absorpcji nowoczesnej technologii, głównie przez przedsiębiorstwa należące do kapitału zagranicznego.
W ramach zmian systemowych reaktywowano, zlikwidowany w okresie rządów komunistycznych, samorząd terytorialny. Z mocy prawa gminy nabyły te składniki majątkowe, którymi dysponowały bezpośrednio dawne rady narodowe i terenowe organy administracji państwowej. Nastąpiła komunalizacja znacznej części majątku państwowego, tworząc podstawę demokracji lokalnej. Początkowo jako podmioty komunalne występowały zakłady budżetowe, jednostki budżetowe i gospodarstwa pomocnicze. W 1996 r. jednostki samorządu terytorialnego uzyskały prawo prowadzenia działalności gospodarczej w formie spółek prawa handlowego oraz powierzania wykonywania zadań osobom fizycznym i prawnym. Do 2005 r. powstało blisko 1800 spółek z ograniczoną odpowiedzialnością oraz 191 spółek akcyjnych z udziałem jednostek samorządu terytorialnego.